# Coppa d'Europa di rugby a 13
La Coppa d'Europa di rugby a 13, precedentemente nota anche come Campionato europeo e Coppa delle Nazioni Europee, è un torneo europeo per nazionali di rugby a 13 inaugurato nel 1935. È il principale torneo europeo in ordine di importanza, seguito dallo European Shield.

## Storia
Il torneo inizialmente ha avuto cadenza annuale e, analogamente al torneo delle cinque nazioni di rugby a 15, veniva disputato con un girone di sola andata fra le paertecipanti. Dopo la pausa dovuta alla seconda guerra mondiale, nel 1946-47, il torneo venne modificato con la disputa anche del girone di ritorno. La stagione 1949-50 ha visto una nuova modifica con l'introduzione della squadra "Altre Nazionalità", squadra formata da giocatori provenienti da Australia, Irlanda, Nuova Zelanda e Sud Africa che giocavano nel campionato inglese, ed il ritorno alla disputa di una sola partita fra le partecipanti. Con tale formula il campionato venne disputato fino alla stagione 1955-1956.
Dopo una pausa di quattordici anni il torneo venne ripristinato a partire dal 1969-70 ed in maniera più efficace dal 1975, con la formula iniziale delle tre squadre di Inghilterra, Galles e Francia a contendersi il trofeo. Una seconda pausa ci fu dopo il 1981 e fino al 1995.
Una profonda modifica fu effettuata nel 2003, con l'ingresso della Scozia, dell'Irlanda e della Russia. La nuova struttura ha visto due gruppi di tre, con il vincitore di ogni gruppo che accede alla finale. Questa struttura è continuata per il torneo 2004.
Dal 2005 non partecipa più l'Inghilterra che invece disputa il Four Nations, mentre dal 2010 la competizione serve a designare la squadra che insieme a Inghilterra disputerà il Four Nations.
Dal 2020 è stato introdotto un sistema di retrocessione e promozione dal Campionato europeo B di rugby a 13, la seconda divisione della competizione europea.

## Albo d'oro
| Edizione  | Vincitrice        | Partecipanti                                          |
| --------- | ----------------- | ----------------------------------------------------- |
| 1935      | Inghilterra       | Francia, Galles, Inghilterra                          |
| 1935-1936 | Galles            | Francia, Galles, Inghilterra                          |
| 1936-1937 | Galles            | Francia, Galles, Inghilterra                          |
| 1938      | Galles            | Francia, Galles, Inghilterra                          |
| 1938-1939 | Francia           | Francia, Galles, Inghilterra                          |
| 1945-1946 | Inghilterra       | Francia, Galles, Inghilterra                          |
| 1946-1947 | Inghilterra       | Francia, Galles, Inghilterra                          |
| 1947-1948 | Inghilterra       | Francia, Galles, Inghilterra                          |
| 1948-1949 | Francia           | Francia, Galles, Inghilterra                          |
| 1949-1950 | Inghilterra       | Francia, Galles, Inghilterra, Altre Nazionalità       |
| 1950-1951 | Francia           | Francia, Galles, Inghilterra, Altre Nazionalità       |
| 1951-1952 | Francia           | Francia, Galles, Inghilterra, Altre Nazionalità       |
| 1952-1953 | Altre Nazionalità | Francia, Galles, Inghilterra, Altre Nazionalità       |
| 1953-1954 | Inghilterra       | Francia, Galles, Inghilterra, Altre Nazionalità       |
| 1955-1956 | Altre Nazionalità | Francia, Inghilterra, Altre Nazionalità               |
| 1969-1970 | Inghilterra       | Francia, Galles, Inghilterra                          |
| 1975      | Inghilterra       | Francia, Galles, Inghilterra                          |
| 1977      | Francia           | Francia, Galles, Inghilterra                          |
| 1978      | Inghilterra       | Francia, Galles, Inghilterra                          |
| 1979      | Inghilterra       | Francia, Galles, Inghilterra                          |
| 1980      | Inghilterra       | Francia, Galles, Inghilterra                          |
| 1981      | Francia           | Francia, Galles, Inghilterra                          |
| 1995      | Galles            | Francia, Galles, Inghilterra                          |
| 1996      | Inghilterra       | Francia, Galles, Inghilterra                          |
| 2003      | Inghilterra       | Francia, Galles, Inghilterra, Irlanda, Russia, Scozia |
| 2004      | Inghilterra       | Francia, Galles, Inghilterra, Irlanda, Russia, Scozia |
| 2005      | Francia           | Francia, Galles, Georgia, Irlanda, Russia, Scozia     |
| 2009      | Galles            | Galles, Irlanda, Italia, Libano, Scozia, Serbia       |
| 2010      | Galles            | Francia, Galles, Irlanda, Scozia                      |
| 2012      | England Knights   | England Knights, Irlanda, Scozia                      |
| 2014      | Scozia            | Francia, Galles, Irlanda, Scozia                      |
| 2015      | Galles            | Francia, Galles, Irlanda, Scozia                      |
| 2018      | Francia           | Francia, Galles, Irlanda, Scozia                      |

## Riepilogo vittorie
| Nazionale         | Vittorie | Anno |
| ----------------- | -------- | --- |
| Inghilterra       | 14       | 1935; 1945-1946; 1946-1947; 1947-1948; 1949-1950; 1953-1954; 1969-1970; 1975; 1978; 1979; 1980; 1996; 2003; 2004 |
| Francia           | 8        | 1938-1939; 1948-1949; 1950-1951; 1951-1952; 1977; 1981; 2005; 2018                                               |
| Galles            | 6        | 1935-1936;1936-1937;1938; 1995; 2009; 2010                                                                       |
| Altre Nazionalità | 2        | 1952-1953; 1955-1956                                                                                             |
| Scozia            | 1        | 2014 |
| England Knights   | 1        | 2012 |